# Poeta denotalis
Poeta denotalis là một loài bướm đêm trong họ Erebidae.